# SK Jihlava (lední hokej)
SK Jihlava (celým názvem: Sportovní klub Jihlava) byl český klub ledního hokeje, který sídlil v Jihlavě v tehdejším Jihomoravském kraji. Založen byl v roce 1929 a patřil tak mezi první oddíly ledního hokeje na území města. Prvenství v Jihlavě oddílu patřilo až do roku 1956, kdy byla do města převelena armádní Dukla. Tehdejší civilní Modeta se rázem ocitla kvůli přítomnosti armádního mužstva na druhé koleji. Největšího úspěchu tak dosáhla pouze v sezónách 1969/70 a 1972/73, kdy působila v 1. ČNHL. Po rozpadu federace působila Modeta ve 2. lize, zde setrvala až do roku 1997. V roce 2000 přišla fúze do nově přetvořené Dukly, čímž oddíl definitivně zanikl. Zimní stadion byl v majetku mateřského klubu až do roku 2005, kdy byl prodán městskému zastupitelstvu. Klubové barvy byly červená a bílá.
Své domácí zápasy odehrával na horáckém zimním stadionu Jihlava s kapacitou 7 200 diváků.

## Historické názvy
Zdroj: 
- 1929 – SK Jihlava (Sportovní klub Jihlava)
- 1948 – Sokol Modeta Jihlava
- 1949 – ZSJ Modeta Jihlava (Závodní sokolská jednota Modeta Jihlava)
- 1953 – DSO Jiskra Modeta Jihlava (Dobrovolná sportovní organisace Jiskra Modeta Jihlava)
- 1956 – TJ Tatran Jihlava (Tělovýchovná jednota Tatran Jihlava)
- 1958 – TJ Dynamo Jihlava (Tělovýchovná jednota Dynamo Jihlava)
- 1973 – TJ Modeta Jihlava (Tělovýchovná jednota Modeta Jihlava)
- 1990 – SK Jihlava (Sportovní klub Jihlava)
- 2000 – fúze s HC Dukla Jihlava ⇒ zánik

## Přehled ligové účasti
Stručný přehled
Zdroj: 
- 1957–1958: Oblastní soutěž – sk. C (3. ligová úroveň v Československu)
- 1958–1960: Oblastní soutěž – sk. A (3. ligová úroveň v Československu)
- 1968–1969: Jihomoravský krajský přebor (3. ligová úroveň v Československu)
- 1969–1970: 1. ČNHL – sk. B (2. ligová úroveň v Československu)
- 1970–1972: Divize – sk. E (3. ligová úroveň v Československu)
- 1972–1973: 1. ČNHL – sk. B (2. ligová úroveň v Československu)
- 1973–1975: Divize – sk. E (4. ligová úroveň v Československu)
- 1975–1976: Jihomoravský krajský přebor (5. ligová úroveň v Československu)
- 1976–1977: Divize – sk. D (4. ligová úroveň v Československu)
- 1991–1991: Jihomoravský krajský přebor (4. ligová úroveň v Československu)
- 1992–1993: 2. ČNHL – sk. D (3. ligová úroveň v Československu)
- 1993–1997: 2. liga – sk. Východ (3. ligová úroveň v České republice)
- 1997–2000: Jihomoravský krajský přebor (4. ligová úroveň v České republice)

Jednotlivé ročníky
Zdroj: 
Legenda: ZČ - základní část, červené podbarvení - sestup, zelené podbarvení - postup, fialové podbarvení - reorganizace, změna skupiny či soutěže
| Československo (1957 – 1993) |                             |           |           |                                       |                       |
| Sezóny                       | Soutěž                      | Úroveň    | ZČ        | Play-off, nadstavba, sk. o udržení... | Poznámky              |
| 1957/58                      | Oblastní soutěž – sk. D     | 3. úroveň | 3. místo  |                                       | Změna skupiny         |
| 1958/59                      | Oblastní soutěž – sk. A     | 3. úroveň | 3. místo  |                                       |                       |
| 1959/60                      | Oblastní soutěž – sk. A     | 3. úroveň | 5. místo  |                                       | Reorganizace          |
| ...                          |                             |           |           |                                       |                       |
| 1968/69                      | Jihomoravský krajský přebor | 3. úroveň | 1. místo  |                                       | Postup                |
| 1969/70                      | 1. ČNHL – sk. B             | 2. úroveň | 13. místo |                                       | Sestup                |
| 1970/71                      | Divize – sk. E              | 3. úroveň | 2. místo  |                                       |                       |
| 1971/72                      | Divize – sk. E              | 3. úroveň | 1. místo  |                                       | Postup                |
| 1972/73                      | 1. ČNHL – sk. B             | 2. úroveň | 14. místo |                                       | Sestup + reorganizace |
| 1973/74                      | Divize – sk. E              | 4. úroveň | 5. místo  |                                       |                       |
| 1974/75                      | Divize – sk. E              | 4. úroveň | 4. místo  |                                       | Sestup                |
| 1975/76                      | Jihomoravský krajský přebor | 5. úroveň | 1. místo  |                                       | Postup                |
| 1976/77                      | Divize – sk. D              | 4. úroveň | 6. místo  |                                       | Reorganizace          |
| ...                          |                             |           |           |                                       |                       |
| 1991/92                      | Jihomoravský krajský přebor | 4. úroveň | 1. místo  |                                       | Postup                |
| 1992/93                      | 2. ČNHL – sk. D             | 3. úroveň | 4. místo  |                                       | Reorganizace          |
| Česko (1993 – 2000)          |                             |           |           |                                       |                       |
| Sezóny                       | Soutěž                      | Úroveň    | ZČ        | Play-off, nadstavba, sk. o udržení... | Poznámky              |
| 1993/94                      | 2. liga – sk. Východ        | 3. úroveň | 8. místo  |                                       |                       |
| 1994/95                      | 2. liga – sk. Východ        | 3. úroveň | 8. místo  |                                       |                       |
| 1995/96                      | 2. liga – sk. Východ        | 3. úroveň | 10. místo |                                       |                       |
| 1996/97                      | 2. liga – sk. Východ        | 3. úroveň | 15. místo |                                       | Sestup                |
| 1997/98                      | Jihomoravský krajský přebor | 4. úroveň | ?. místo  |                                       |                       |
| 1998/99                      | Jihomoravský krajský přebor | 4. úroveň | ?. místo  |                                       |                       |
| 1999/00                      | Jihomoravský krajský přebor | 4. úroveň | ?. místo  |                                       |                       |